# Parapionosyllis papillosa
Parapionosyllis papillosa é uma espécie de anelídeo pertencente à família Syllidae.
A autoridade científica da espécie é Pierantoni, tendo sido descrita no ano de 1903.
Trata-se de uma espécie presente no território português, incluindo a sua zona económica exclusiva.